# دانشگاه بین‌المللی اسلامی مالزی
دانشگاه بین‌المللی اسلامی مالزی (نام انگلیسی: International Islamic University Malaysia) نام یکی از دانشگاه‌های دولتی کشور مالزی است که با عنوان IIUM نیز شناخته می‌شود.

## تاریخچه
ایده تأسیس این دانشگاه برای نخستین بار در سال ۱۹۸۲ توسط ماهاتیر محمد نخست وزیر مالزی مطرح شد. این دانشگاه سرانجام در ۲۳ می ۱۹۸۳ افتتاح گردید.

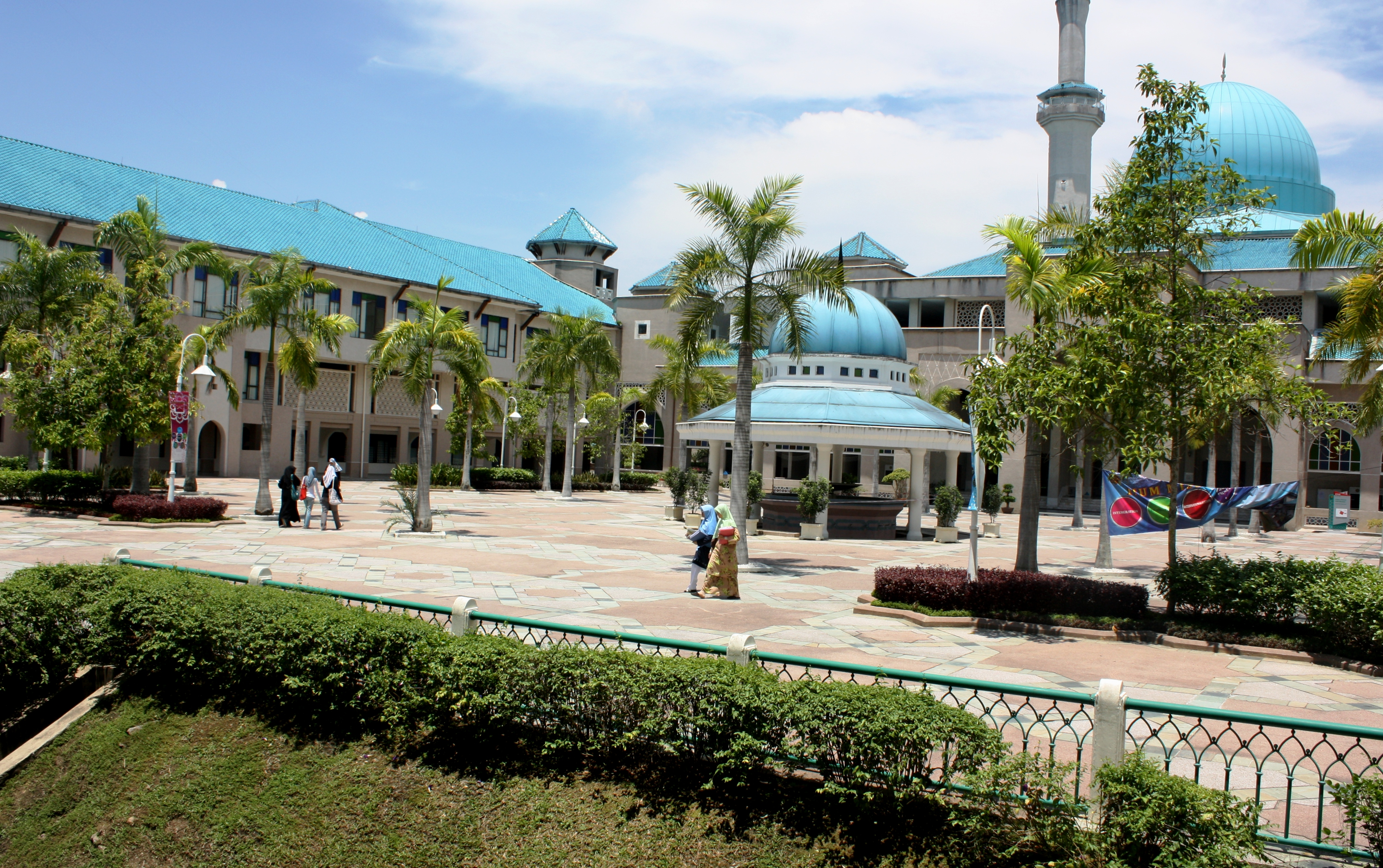
نمایی از محوطه دانشگاه

## موقعیت کنونی
دانشگاه دارای دو مقر است. مقر اصلی دانشگاه با مساحت ۲٬۸۰۰٬۰۰۰ متر مربع در گنبک در شمال کوالالامپور واقع است. حدود ۲۸٬۰۰۰ دانشجوی کارشناسی و ۱۱٬۰۰۰ دانشجوی کارشناسی ارشد و دکترا در این دانشگاه به‌تحصیل اشتغال دارند. حدود ۴۵۰۰ نفر از دانشجویان خارجی و از ۱۰۰ کشور مختلف جهان هستند. دانشگاه اسلامی مورد حمایت ۸ کشور از سازمان کنفرانس اسلامی قرار دارد.

## مقررات دانشگاه
زبان رسمی دانشگاه انگلیسی است. دانشجویان این دانشگاه بایستی مقررات پوشش اسلامی را در محوطهٔ دانشگاه رعایت کنند. رعایت حجاب اسلامی برای دانشجویان دختر مسلمان و همچنین بستن یک دستمال یا روسری کوچک بر روی موها برای دانشجویان دختر غیر مسلمان، جهت هماهنگی با مسلمانان، بخشی از این مقررات است.

## امکانات

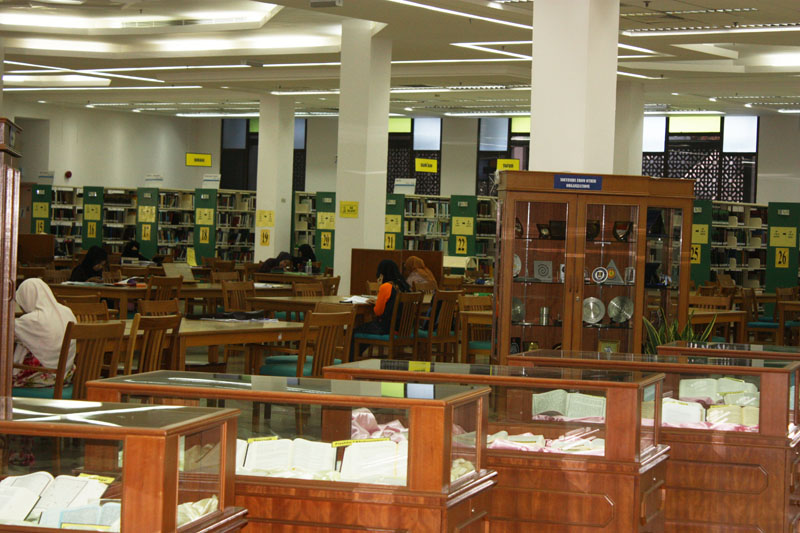
نمایی از کتابخانه دانشگاه

این دانشگاه دارای خوابگاه‌های دانشجویی با خدمات مناسب و بهای اندک است و نیز امکانات تفریحی و ورزشی مناسبی در اختیار دانشجویان قرار دارد. دانشگاه اسلامی هر سال تعدادی بورسیه در اختیار دانشجویان نیازمند و بی‌سرپرست قرار می‌دهد. کتابخانهٔ دانشگاه نیز بسیار مجهز و به‌روز است و ظرفیت پذیرش ۲۰۷۷ دانشجو را دارد.

## برقراری ارتباط با دانشگاه‌های ایران
در آبان ۱۳۸۸ هیئتی بلندپایه از این دانشگاه از زنجان دیدن کردند. استاندار زنجان گفت: «با اخذ مجوزهای لازم توسط هیئت اعزامی مالزی به زنجان به‌زودی شاهد تأسیس شعبه‌ای از دانشگاه بین‌المللی اسلامی مالزی یا دانشکدهٔ معماری این دانشگاه در زنجان خواهیم بود.» این هیئت همچنین با دانشگاه آزاد اسلامی واحد زنجان توافق‌نامه‌ای جهت تبادل استاد و دانشجو به امضا رساند.

## دانشکده‌ها

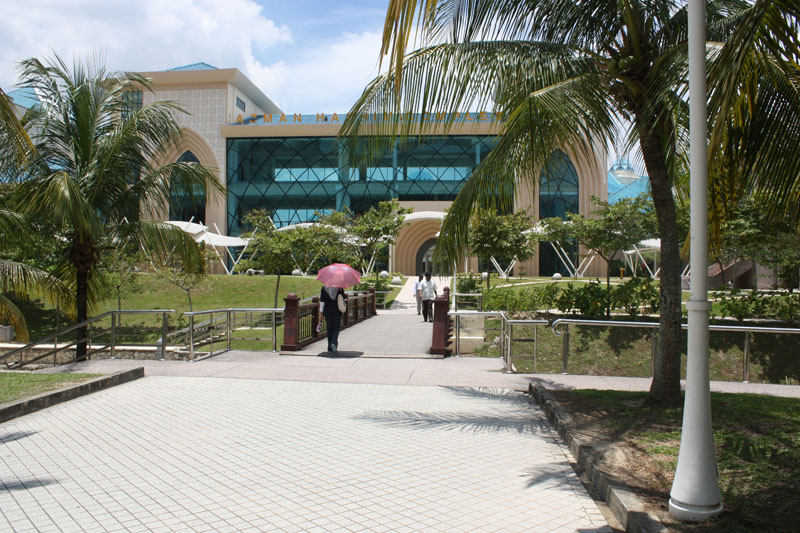
پلی بر رودخانه درون دانشگاه

مقر اصلی:
- دانشکدهٔ فنی
- دانشکدهٔ معماری و شهرسازی
- دانشکدهٔ حقوق
- دانشکده علوم اسلامی و انسانی
- دانشکدهٔ اقتصاد و مدیریت
- دانشکدهٔ آموزش (تربیت معلم)

مقر کانتان:
- دانشکدهٔ پزشکی
- دانشکدهٔ دندانپزشکی
- دانشکدهٔ داروسازی
- دانشکدهٔ پرستاری
- دانشکدهٔ بهداشت
- دانشکدهٔ علوم